# Anabolia concentrica
Anabolia concentrica là một loài Trichoptera trong họ Limnephilidae. Chúng phân bố ở miền Cổ bắc.